# ワン・リバティ・プレイス
リバティ・プレイス(Liberty Place)は、アメリカ合衆国・ペンシルベニア州のフィラデルフィアにある超高層ビル。

## 概要
古都フィラデルフィアには、市庁舎の屋上に1901年に作られたウィリアム・ペンの銅像(高さ167m)があり、これより高い建造物を市内に作らない、という紳士協定があった。ワン・リバティ・プレイスは、その協定を破った最初の超高層ビルである。これは「ビリー・ペンの呪い」と言われ、2007年までフィラデルフィアの全てのプロスポーツチームは、チャンピオン決定戦で、全て敗北してきた。(2008年にメジャーリーグのフィラデルフィア・フィリーズがワールド・チャンピオンとなり、この呪いは解けた。この時はウィリアム・ペンのレプリカの銅像をコムキャスト・センターの屋上に設置した)。
高さは288m、63階建てである。1987年に完成した。2008年、コムキャスト・センター(Comcast Center)が出来るまで、フィラデルフィアで最も高いビルであった。設計はヘルムート・ヤーン。ニューヨークのクライスラービルのような優雅な尖塔を持ち、フィラデルフィアのランドマークである。頂上には、テレビやFMなどの送信施設がある。
1990年、隣に姉妹ビルのツー・リバティ・プレイス(Two Liberty Place)が完成した。設計は同じくヘルムート・ヤーン。こちらは高さ258m、58階建てである。